# Депотер, Жан
Жан Депоте́р (фр. Jean Despautère), при рождении Ян ван Паутерен (нидерл. Jean Van Pauteren; Jan de Spauter), латинское имя Деспауте́рий (лат. Johannes Despauterius), известный также под именем Jean le Ninivite (лат. Ioannes Despauterius Ninivita); род. около 1460 года, Нинове, Фландрия — умер в 1520 году, Комин, Франция) — фламандский гуманист, грамматик латинского языка.
В своё время, придя на смену французу Александру из Вильдьё, считался царём грамматиков в Голландии и Франции, и его сочинения — латинская грамматика, синтаксис, просодия и др., вышедшие в 1537 году под заголовком лат. «Commentarii grammatici», долго служили всеобщими учебными руководствами.